# Ursula Euteneuer-Rohrer
Ursula Euteneuer-Rohrer (* 26. April 1953 in Karlsruhe) ist eine deutsche Komponistin, Musikpädagogin und Pianistin.

## Leben
Ursula Euteneuer-Rohrer erhielt ab 1969 privaten Klavierunterricht und Unterricht in Musiktheorie am Badischen Konservatorium in Karlsruhe. Sie studierte an der Musikhochschule Karlsruhe Komposition und Musiktheorie bei Eugen Werner Velte sowie Klavier bei Valentin Rybing und Herbert Seidemann. 1976 legte sie die Staatliche Musiklehrerprüfung im Fach Musiktheorie, 1978 im Fach Klavier ab. Das Konzertexamen im Fach Komposition folgte 1981. In den Jahren 1976, 1978 und 1982 erhielt Ursula Euteneuer-Rohrer Stipendien bei den Darmstädter Ferienkursen für Neue Musik, u. a. bei Karlheinz Stockhausen und György Ligeti. Von 1976 bis 1980 übernahm sie Tutorien im Fach Musiktheorie an der Musikhochschule Karlsruhe. Von 1993 bis 2012 unterrichtete sie als Lehrerin am Badischen Konservatorium Karlsruhe die Fächer Musiktheorie, Klavier und Komposition. Ursula Euteneuer-Rohrer ist Mitglied beim Piano-Podium Karlsruhe, bei der GEDOK Karlsruhe, beim Tonkünstlerverband Baden-Württemberg, bei der GEMA und beim Deutschen Komponistenverband (DKV). Ursula Euteneuer-Rohrer ist seit 1979 verheiratet mit dem Schlagzeuger Manfred Rohrer.

## Schaffen
Im Alter von elf Jahren entstanden Euteneuer-Rohrers erste Kompositionen. Sie gewann Kompositionspreise, u. a. beim Internationalen Fanny Mendelssohn-Wettbewerb in Unna und beim Internationalen Wettbewerb für Komponistinnen der GEDOK in Mannheim. Inspiriert durch die Zusammenarbeit mit dem Schlagzeuger Manfred Rohrer entstanden zahlreiche Kompositionen für verschiedenartige Schlagzeugbesetzungen. Die künstlerische Zusammenarbeit mit der Sängerin Rita Huber ab 2004 führte zu freien Improvisationen und Konzeptimprovisationen. Im Jahr 2012 wurde ihr Werk Fin, ein räumliches Klangkonzept für Schlaginstrumente (sechs Spieler), Live-Elektronik, Zuspiel-CD und Orchester in der Städtischen Galerie in Karlsruhe während der Europäischen Kulturtage aufgeführt. Ursula Euteneuer-Rohrer übergab in den Jahren 2012 und 2013 ihre Werke an die Badische Landesbibliothek. Auch neu entstehende Werke werden in der Badischen Landesbibliothek archiviert.